# Тиха планета
Тиха планета (англ. Silent planet) — науково-фантастичний фільм режисера Джеффрі Сент Джулса вперше представлений  24 липня 2024 року на міжнародному кінофестивалі «Фантазія».

## Історія створення
За словами режисера, ідея фільму виникла з його дитячої фантазії про втечу на іншу планету та відлюдне життя. Багато років потому Д. Сент Джулс повернувся до цього та написав сценарій до фільму.
Під час пошуку місця для зйомок, перебуваючи у національному парку, розташованому на Ньюфаундленді, він вирішив, що тамтешні плоскогір'я — чи не єдине місце, в якому відкрита земна мантія і помаранчева скеля, де вони знаходяться, є мантією Землі. На його думку, саме там є відчуття пустелі чи потойбічного місця, що найліпше може передати атмосферу фільму.

## Сюжет
У недалекому майбутньому на одній з планет умовної  Капілліанської зоряної системи у виховній колонії № 384 відбуває покарання Теодор — літня, хвора людина. Умови покарання передбачають самотнє перебування на планеті та працю з видобутку мінералів, які доставляються на Землю системою міжзоряної доставки.
Крім щоденної праці Теодор живе спогадами про минуле та переглядом старих телешоу. Також він веде щоденник та подумки спілкується із своєю дружиною на ім'я Мона.
Одного дня від свого біомонітора він отримує повідомлення про смертельну хворобу. Не бажаючи прослуховувати постійні повтори повідомлення, він пошкоджує прилад, припиняючи таким чином спостереження за собою.
Перебуваючи на поверхні планети, Теодор стає свідком приземлення модуля з іншим ув'язненим, яким виявляється дівчина.
Вночі Теодор проникає до цього модуля та викрадає щоденник дівчини, але вона невдовзі силоміць повертає його, погрожуючи Теодору.
Прагнучи нормального спілкування Теодор запрошує дівчину на вечерю. Він узнає її ім'я та долю: Найя була прийомною донькою родини ойян, представників цивілізації, які, втративши рідну планету, знайшли прихисток на Землі. Проте в подальшому земляни почали знищувати ойян і прийомні батьки Найї були вбиті. Намагаючись помститися за смерть близьких, Найя планувала вбивство прем'єр-міністра уряду, але її затримали та направили до виховної колонії.
В свою чергу, Теодор розповідає, що відбуває покарання за вбивство коханця дружини, але багато чого про себе вже не пам'ятає. Також він висловлює думку, що можливо взагалі є кимось іншим, але не може згадати.
Під час наступної зустрічі із Найєю він повідомляє, що його справжнє ім'я Нейтон Фланеган. У відповідь Найя звинувачує його у вбивстві своєї родини та вимагає подробиць. Але Теодор починає все заперечувати. Зрештою з'ясовується, що ім'я Нейтона Фланегана йому відомо з щоденника Найї, а він насправді винен у вбивстві дружини, весь час намагаючись або забути, або змінити минуле у своїх думках.
Відчуваючи смерть, Теодор пропонує Найї віддати йому свій біомонітор. Таким чином на Землі вона буде вважатися померлою та стане відносно вільною та безлюдній планеті.

## Сприйняття
Фільм отримав неоднозначні відгуки. Так, за рецензією видання «Collider», «Фільм не дорівнює якіснішим науково-фантастичним постановкам, незважаючи на гарну гру акторів».
Натомість видання «Movieweb»  характеризує «Тиху планету» як «мрійливий, рефлексивний і спонукаючий до роздумів фільм про примирення з нашим минулим, подолання нескінченного почуття провини та інші подібні теми, які нас турбують».

## Нагороди
- Срібна нагорода глядацьких симпатій на міжнародному кінофестивалі «Fantasia» у категорії «Найкращий канадський фільм», 2024[5];
- Нагорода кінофестивалю «Blood in the snow» у категоріях:  «Найкращий актор другого плану» та «Найкращий сценарій», 2024[6].